# Вемба-Дуарти, Джованни
Джованни Вемба-Дуарти (порт. Giovanni Vemba-Duarte; род. 21 января 1991, Кабинда) — ангольский и нидерландский футболист, нападающий.

## Биография
Джованни Вемба-Дуарти родился 21 января 1991 года в ангольском городе Кабинда.
В 2002 году вместе с матерью и двумя сёстрами бежал из Анголы, где продолжалась гражданская война, в Нидерланды. Жил в лагере для беженцев в деревне Схалкхар.
Начал заниматься футболом в Анголе. В Нидерландах в 2004—2005 годах выступал за молодёжную команду «Схалкхара», в 2005—2010 годах — за молодёжку «Твенте».
В 2010 году заключил контракт с польской «Аркой» из Гдыни. Начав в молодёжной команде, 22 сентября 2010 года дебютировал в главной команде в Кубке Польши, а 25 сентября — в чемпионате страны. Провёл в Экстракласе 12 матчей. В сентябре 2011 года «Арка» расторгла контракт.
В течение двух лет оставался без клуба, находился на просмотре в нидерландском «Гоу Эхед Иглз» и датских клубах.
В 2014—2015 годах выступал нидерландский за «Хогевен» на любительском уровне.